# Steve Witkoff
Steven Charles Witkoff (New York, 15 marzo 1957) è un imprenditore, funzionario e diplomatico statunitense, inviato speciale degli Stati Uniti in Medio Oriente.

## Biografia
Cresciuto nel distretto newyorkese del Bronx da una famiglia ebrea, è fondatore e presidente del Witkoff Group. Dopo aver iniziato la sua carriera come avvocato, è passato agli investimenti in campo immobiliare. Durante la prima presidenza di Donald Trump, nel 2020 Witkoff venne nominato membro del Great American Economic Revival Industry Groups, gruppo creato per ridurre l'impatto economico della pandemia di COVID-19 negli Stati Uniti d'America.
Nel novembre 2024 l'allora presidente eletto Donald Trump annunciò che avrebbe nominato Witkoff inviato speciale degli Stati Uniti in Medio Oriente; prima ancora di entrare in carica, avrebbe avuto un ruolo chiave nella negoziazione e trattativa sul cessate il fuoco e nello scambio di ostaggi tra Israele e Hamas, avvenuto nel gennaio 2025. A metà febbraio dello stesso anno viene coinvolto nei colloqui e negoziati bilaterali con la Russia in supporto di Keith Kellogg per risolvere sia le relazioni istituzionali tra i due paesi, sia per la questione inerente all'invasione russa dell'Ucraina del 2022. A marzo è tra i fautori del cosiddetto "piano Witkoff", un piano mai implementato per un cessate il fuoco e tregua temporanea a Gaza durante il Ramadan.